# División de Honor de la Liga Nacional de Béisbol 2021
La División de Honor de la Liga Nacional de Béisbol 2021 es la edición número 78 de la División de Honor de béisbol, la máxima categoría de la Liga Española de Béisbol. Comenzó a disputarse en la temporada 1957-58 bajo el nombre de Liga Nacional de béisbol, teniendo como primer campeón al Hércules Las Corts.

## Equipos
| Equipo                | Estadio                          | Capacidad | Localidad                 |
| --------------------- | -------------------------------- | --------- | ------------------------- |
| Marlins               | Centro Insular de Béisbol        | 200       | Puerto de la Cruz         |
| Astros                | Campo Federativo del Turia       | -         | Valencia                  |
| Viladecans            | Estadio olímpico de Viladecans   | 1500      | Viladecans                |
| San Inazio            | Polideportivo El Fango           | 200       | Bilbao                    |
| Béisbol Navarra       | Instalaciones deportivas El Soto | 200       | Burlada                   |
| CBS Antorcha Valencia |                                  |           |                           |
| Béisbol Barcelona     | Estadio Pérez de Rozas           | 800       | Barcelona                 |
| Sant Boi              | Campo municipal de béisbol       | 500       | San Baudilio de Llobregat |
| Miralbueno Zaragoza   |                                  |           |                           |
| CBS Toros             |                                  |           |                           |
| CBS Gavà              |                                  |           | Barcelona                 |
| CBS Rivas             |                                  |           | Rivas-Vaciamadrid         |